# Francesca Pasquali
Pour les articles homonymes, voir Pasquali.
Francesca Pasquali  est une artiste contemporaine italienne née à Bologne en 1980.

## Biographie
Née à Bologne en 1980, Francesca Pasquali est diplômée de l’Académie des Beaux-Arts de Bologne.  
Sa recherche artistique se développe à travers l’observation des formes naturelles, dont l’artiste reprend les trames structurelles et les traduit en œuvres et installations complexes et élaborées, utilisant souvent des matériaux de récupération, plastiques et industriels.
Ainsi émergent différents cycles dans sa recherche, comme le montrent également les titres de ses œuvres qui se réfèrent souvent aux matériaux utilisés. C’est le cas des Straws : coupées à différentes hauteurs, une myriade de pailles en plastique sont assemblées sur des panneaux en bois – ou plus récemment sur du plexiglas poli pour un effet miroir – et créent ainsi des surfaces vibrantes.
Avec le cycle Frappe, Pasquali expérimente le travail du Néoprène, l’assemblant en spirales sur des plateaux de bois ou entrelacé dans des réseaux métalliques.
Les œuvres appartenant à la série des Setole sont quant à elles composées de fils de plastique, assemblés pour former des compositions duveteuses et compactes.
Plus récemment, l’artiste a travaillé avec de très longs fils en plastique colorés pour l’installation site-specific Francesca Pasquali for Salvatore Ferragamo exposée à Milan et Londres en 2016.
Les nouvelles technologies constituent une autre direction fondamentale de la pratique créative de l’artiste, incluant la musique, la lumière et la vidéo dans ses installations, comme dans sa récente œuvre Glasswall, 2015-2016, installation cinétique, audio-vidéo et interactive, exposée lors de l’exposition Flux-us  au C.U.B.O, Centre Unipol à Bologne.
Francesca Pasquali explore également d’autres matériaux, du plastique au noble marbre jusqu’à la simple baguette de pain, combinant la spécificité de sa recherche avec celle de chacun de ses projets (lieu, collaborateurs etc.).
En 2013, avec d’autres artistes et la curatrice Ilaria Bignotti, elle fonde le mouvement artistique et culturel « Resilienza italiana », avec pour but le développement du débat international sur la sculpture des générations d’artistes contemporains et émergents.
Finaliste du Prix Cairo 2015 et arrivée deuxième au Prix de la Fondation Henraux en 2014, Francesca Pasquali a été invitée à participer aux principales foires d’art contemporain internationales comme Art Basel Miami Beach, Art Basel Hong-Kong, la FIAC à Paris, TEFAF Maastricht, Art First à Bologne et MiArt à Milan.
Ses œuvres sont présentes dans d’importantes collections privées et publiques en Italie et à l’étranger. En décembre 2015, l’Archive Francesca Pasquali est créé, coordonné par Ilaria Bignotti qui en est la directrice scientifique et dont le but et d’archiver, conserver et promouvoir la production artistique de l’artiste à travers des projets en cours et futurs à développer avec des institutions publiques et privées  et pour diffuser son travail avec d’innovants systèmes de communication.
Texte par Ilaria Bignotti

## Expositions

### Expositions personnelles
2016
- “Spiderwall”, sous la direction de Michael Petry, en collaboration avec l'Archive Francesca Pasquali  et Tornabuoni Art, MOCA London, Londres, 3 juillet – 31 juillet
- “FRANCESCA PASQUALI metamorphoses”, en collaboration avec l'Archive Francesca Pasquali , avec catalogue d'expositions avec textes de Fatoş Üstek, Michael Petry, Matt Williams et Ilaria Bignotti, Tornabuoni Art, Londres, 28 juin – 17 septembre

2015
- “Plastic shapes”, sous la direction d'Ilaria Bignotti et Gino Pisapia, Tornabuoni Arte Contemporary Art, Florence, 18 septembre – 28 novembre
- “Spiderball cloud” sous la direction d'Ilaria Bignotti, Biennale Giovani Monza 2015, Arengario et Museo Casa degli Umiliati, Monza, avril 12 - juin 28

2014
- “Sixties spiderballs”, sous la direction de M&C Saatchi, The House of Peroni, Londres, 2 – 31 mai
- “39000 light straws”, sous la direction d'Ilaria Bignotti et Federica Patti, Fondazione Cardinale Giacomo Lercaro pour Art First Off, Bologne, 22 – 26 janvier

2013-2014
- “Critica in Arte. Francesca Pasquali”, sous la direction d'Ilaria Bignotti, MAR Museo d’Arte della Città, Ravenna, 14 décembre 2013 – 14 janvier 2014

2012
- “Francesca Pasquali. A me gli occhi”, sous la direction d'Ilaria Bignotti, Galleria Colossi Arte Contemporanea, Brescia, 3 mars – 25 mai

2011
- “Elastic”, sous la direction d'Eleonora Mayerle, Spazio Thetis, Venise
- “SCOPAmi”, sous la direction d'Ilaria Bignotti et Denitza Nedkova, Galleria OltreDimore, Bologne, 18 mars – 30 avril
- “Camminando/Contaminando”, sous la direction de Mazen, Spazio Capo di Lucca for Art First Off, Bologne, 28 – 31 janvier

2010
- “Metamorfosi”, sous la direction d'Ilaria Bignotti, Museo Diocesano, Brescia, 2 – 12 octobre
- “Intrecci”, sous la direction de Paolo Insolera, Palazzo Gnudi, Bologna, juin
- “Mi sento S-gonfia”, Galleria La Pillola for Art First Off, Bologne, 29 – 31 janvier

### Expositions collectives
2016
- “Kinesis. Francesca Pasquali and Laura Renna”, sous la direction d'Ilaria Bignotti, ALT Museum, Alzano Bergamasco (Bergame), 16 septembre – 30 octobre
- “Per vie diverse”, sous la direction de Claudio Spadoni, Magazzini del Sale, Cervia, 15 juillet – 31 août (catalogue)
- “Flux-us. Mary Bauermeister, Francesca Pasquali, *fuse”, sous la direction d'Angela Memola et Pascual Jordan, C.U.BO Centro Unipol, Bologne, 27 janvier – 16 avril

2015
- “Black. An idea of light”, sous la direction d'Ilaria Bignotti et Paola Formenti Tavazzani, Cortesi Gallery, Lugano, 7 octobre – 31 décembre
- “Macrocosmi – Ordnungen anderer Art, Pattern of another order”, sous la direction de Martina Cavallarin, Petra Dregger and Pascual Jordan, Altes Postfuhramt West, Berlin, 16 – 20 september
- “Trame contemporanee”, sous la direction d'Ilaria Bignotti, Fondazione La Verde La Malfa, Catania, 14 juin – 30 octobre
- “SIHX arte e industria alla Corte Deloitte”, sous la direction de Paolo Carli, Enrico Ciai and Philippe Daverio, Corte Deloitte, Milan, 31 mai – 31 octobre
- “Arte Mashup. Il gusto di fare arte”, sous la direction de Davide Sarchioni, Associazione Culturale Il Frantoio, Capalbio, 30 mai – 30 juin
- “White not”, sous la direction de Chiara Massimiello, Spazio Ersel, Turin, 4 – 24 mai
- “Art on loan”, sous la direction d'Enzo Fiammetta, Creative Lab Museo Arte Contemporanea, Alcamo, 28 février – 30 avril
- “Macrocosmi – Ordnungen anderer Art, Organismi fuori centro”, sous la direction de Martina Cavallarin et Pascual Jordan, Teatri di Vita, Bologne, 21 – 25 janvier
- “Reti di resilienza”, sous la direction d'Ilaria Bignotti et Enzo Fiammetta, Fondazione Orestiadi, Gibellina, 15 janvier – 24 février

2014
- “Reti di resilienza”, sous la direction d'Ilaria Bignotti et Enzo Fiammetta, Museo RISO, Palerme, 27 novembre – 8 décembre
- “Street Scape ComOn”, sous la direction de Chiara Canali et Ivan Quaroni, Museo Archeologico Paolo Giovio, Como, 9 octobre – 9 novembre
- “Eccentrico Musivo. Young Artists and Mosaic”, sous la direction de Linda Kniffitz et Daniele Torcellini, MAR Museo d’Arte della Città, Ravenna, 21 septembre – 9 novembre
- “Premio Fondazione Henraux”, sous la direction d'Enrico Mattei, La Versiliana, Marina di Pietrasanta, 1er – 31 août
- “Espressioni contemporanee”, Tornabuoni Arte Contemporary Art, Florence, 20 juin – 30 septembre
- “Resilienza italiana. Il mare visto da monte”, sous la direction d'Ilaria Bignotti, PAV Parco Arte Vivente, Turin, 13 avril – 7 mai
- “Resilienza italiana. Punti di partenza”, sous la direction d'Ilaria Bignotti, Spazio GIVA, Milan, 21 mars – 11 juin

2013-2014
- “D.A.B. Design per Artshop and Bookshop”, MAXXI Museo nazionale delle arti del XXI secolo, Rome, 10 décembre 2013 – 6 janvier 2014

2013
- “O(Ax) = dO(Am) Equazione Impossibile”, sous la direction de marte Associazione Culturale et Daniele Torcellini, Galleria Ninapì, Ravenna, 26 octobre – 10 novembre
- “Bianco Italia”, sous la direction de Philippe Daverio, Tornabuoni Arte, Florence, 4 octobre – 9 novembre
- “D.A.B. Design per Artshop e Bookshop”, sous la direction d'Ornella Corradini, Galleria Civica, Modène, 30 avril – 19 juin
- “Bianco Italia”, sous la direction de Dominique Stella, Tornabuoni Art, Paris, 25 avril – 13 juin

2012
- “NaturalMente”, sous la direction de l'Associazione Aikal, Biennale Italia-Cina, Villa Reale, Monza, 19 octobre – 12 décembre
- “roBOt Festival”, sous la direction de Federica Patti, Palazzo Re Enzo, Bologne, 10 – 13 octobre
- “Personal Effect on Sale”, sous la direction de Francesco Calzolari, David Casini, Viola Emaldi, Irene Guzman, Valentina Rossi, Marco Scotti et Sissi, Esprit Nouveau Pavillon for Art First Off, Bologne, 26 – 29 janvier

2011
- “D.A.B. Design per Artshop e Bookshop”, sous la direction d'Ornella Corradini, Castel Sant'Elmo, Naples, septembre – octobre
- “ARTE nell’ARTE”, sous la direction de la Fondazione Brescia Musei, Museo della Città Santa Giulia, Brescia, 24 septembre – 9 octobre

2010
- “FabulART, il sentiero delle fiabe”, sous la direction de Simona Gavioli, Palazzo D'Accursio, Bologne, 3 – 18 décembre
- “Attraverso lo specchio”, sous la direction d'Elisabetta Modena, Castello dei Pico, Mirandola, 16 octobre – 27 novembre
- “Il segreto dello sguardo”, sous la direction d'Andrea Dall'Asta S.J. et Angela Madesani, Galleria San Fedele, Milan, 14 octobre – 14 novembre
- “Riciclarti. Cantiere Arte Ambientale”, sous la direction de Natasha Bordiglia and Marisa Merlin, Ex Macello, Padoue, 25 mai – 26 juin
- “Premio Arte Laguna”, sous la direction d'Igor Zanti, Italienische Kulturinstitut Wien, Vienne, 20 mai – 3 juin
- “Premio Arte Laguna”, sous la direction d'Igor Zanti, Italian Cultur Institute Prague, Prague 12 – 26 avril
- “Premio Arte Laguna”, sous la direction d'Igor Zanti, Arsenale, Venise, 6 – 27 mars
- “Organic/Inorganic”, sous la direction d'Andrea Lerda, Galleria Neon Campobase, Bologne, 8 – 28 janvier

## Prix et mentions
2015
- Cairo Prize. Finaliste

2014
- Henraux Foundation Prize. Second Prix
- D.A.B. Design per Artshop e Bookshop. Premier Prix

2013
- Curators on Sculpture Today Prize, Sculpture Network, projet par Ilaria Bignotti, Strategy of resilience. Fundamentals, negatives and survival in the Italian sculpture of younger generation. Premier Prix
- Area SLAM, Art Verona. Sélectionnée

2012
- Premio Nocivelli. Troisième Prix
- DesignER. Giovani Designers in Emilia Romagna, Fashion Design section. Premier Prix

2011
- CO.CO.CO, Como Contemporary Contest. Finaliste
- Premio Arte Rugabella. Finaliste
- Premio Bice Bugatti - Giovanni Segantini. Finaliste

2010
- Riciclarti. Cantiere Arte Ambientale, Visual Arts section. Premier Prix
- Projet par Simona Gavioli, FabulART, sentieri nelle fiabe. Premier Prix
- Premio Arti Visive San Fedele. Finaliste
- Premio Arte Laguna. Finaliste
- Projet par Andrea Lerda, Organic/Inorganic. Premier Prix

2009
- Talent Prize, Visual Arts section. Mentionnée
- Works in public collections and foundations | Œuvres dans des collections publiques et fondations
- MOCA, Museum of Contemporary Art, Londres, U.K.
- Ghisla Art Collection Foundation, Locarno, Suisse
- ALT Museum, Alzano Bergamasco (Bergame), Italie
- Thetis Foundation, Venise, Italie
- Museo Diocesano, Brescia, Italie
- MAR Museo d’Arte della Città, Ravenna, Italie

## Collaborations
2016
- Setole, “Francesca Pasquali for Salvatore Ferragamo”, boutique Salvatore Ferragamo, Londres, 7 avril – 9 juin
- Setole, “Francesca Pasquali for Salvatore Ferragamo”, boutique Salvatore Ferragamo, Milan, 24 février – 21 mars

2015
- SCOPAmi pour la couverture de l'album Aaron und Pascal, In front of you, #01, Sorry for this Records, Berlin

2014
- Alberi riflessi for Itlas, en collaboration avec Archea Associati, Abitare il tempo, Marmomacc 2014, Vérone, 30 septembre – 3 octobre

2013
- Sofia straws, sac de l'artiste pour Salvatore Ferragamo, Milan

2012
- Spiderballs pour Guru Store, Milan, 1er – 30 juin
- Marazul pour Guru Store, Barcelona, 1er janvier – 28 février

## Publications
2016
- Per vie diverse, sous la direction de Claudio Spadoni, Magazzini del Sale, Cervia, Grafiche Morandi, Fusignano (Ravenna)
- FRANCESCA PASQUALI metamorphoses, par Tornabuoni Art en collaboration avec l'Archive Francesca Pasquali, textes par Fatoş Üstek, Michael Petry, Matt Williams et Ilaria Bignotti, Tornabuoni Art, Londres, Forma Edizioni, Florence
- Flux-us. Mary Bauermeister, Francesca Pasquali, *fuse, sous la direction d'Angela Memola et Pascual Jordan, C.U.BO Centro Unipol, Bologne, C.U.BO Editions, Bologne
- Ghisla Art Collection, textes by Luciano Caprile, Pierre Casè, et Annamaria Maggi, Ghisla Art Collection, Vol. I, Fotoearte 2016
- Arte Moderna e Contemporanea. Antologia scelta, par Tornabuoni Arte, Florence

2015-2016
- 6 opere in marmo dalla Fondazione Henraux, textes par Paolo Carli, Enrico Ciai, et Philippe Daverio, Corte Deloitte, Milan

2015
- Francesca Pasquali. Plastic shapes, par Tornabuoni Art, texts by Ilaria Bignotti and Gino Pisapia, Tornabuoni Arte Contemporary Art, Florence, Forma Edizioni, Florence
- Biennale Giovani Monza 2015, texts by Daniele Astrologo Abadal, Anna Bernardini, Ilaria Bignotti, Francesco Cavallucci, Claudio Cerritelli, and Elio Grazioli, Arengario and other spaces in the city, Monza
- White not, text by Chiara Massimiello, Spazio Ersel, Turin
- Macrocosmi – Ordnungen anderer Art, Pattern of another order, texts by Martina Cavallarin and Pascual Jordan, Teatri di Vita, Bologna, Altes Postfuhramt West, Berlin
- Black. An idea of light, edited by Ilaria Bignotti and Paola Formenti Tavazzani, Cortesi Gallery, Lugano, Mousse Publishing, Milan
- Arte Moderna e Contemporanea. Antologia scelta, par Tornabuoni Arte, Florence

2014
- Premio Fondazione Henraux. In memoria di Ermino Cidonio, textes par Enrico Mattei, Henraux Foundation, Baldecchi et Vivaldi, Pontedera
- Eccentrico Musivo. Young Artists and Mosaic, textes par Linda Kniffitz et Daniele Torcellini, MAR Museo d’Arte della Città, Ravenna, La Greca Arti Grafiche, Ravenna
- Arte Moderna e Contemporanea. Antologia scelta, textes par Roberto Casamonti et Fabio Migliorati, Tornabuoni Arte, Florence
- Resilienza italiana. Dialoghi e riflessioni, sous la direction d'Ilaria Bignotti, Francesco Arecco, Giacomo Ghidelli, et Matteo Reale, Mimesis, Milan
- The House of Peroni. Volume 3, textes par John-Paul Pryor, The House of Peroni, Londres

2013
- Critica in Arte. Francesca Pasquali, sous la direction d'Ilaria Bignotti, MAR Museo d’Arte della Città, Ravenna, La Greca Arti Grafiche, Ravenna
- Bianco Italia, sous la direction de Dominique Stella, Tornabuoni Art, Paris, Forma Edizioni, Florence
- O(Ax) = dO(Am) Equazione Impossibile, sous la direction de marte associazione culturale, textes par Daniele Torcellini, Galleria Ninapì, MAR Museo d’Arte della Città and Planetary, Ravenna, marte edizioni, Stampa Grafiche Morandi, Ravenna

2012
- Francesca Pasquali. A me gli occhi, sous la direction d'Ilaria Bignotti, Galleria Colossi Arte Contemporanea, Brescia, ColorArt, Rodengo Saiano
- Personal Effect on Sale, sous la direction de Francesco Calzolari et autres, Esprit Nouveau Pavillon for Art First Off, Bologna, Danilo Montanari Edizioni, Ravenna

2011
- SCOPAmi, textes par Ilaria Bignotti et Denitza Nedkova, Galleria OltreDimore, Bologne
- Francesca Pasquali. Mirame, textes par Ilaria Bignotti, ColorArt, Rodengo Saiano
- A cura di…sous la direction d'Ornella Corradini, Associazione GA/ER giovani artisti dell’Emilia Romagna, Bologne
- CO.CO.CO. Como Contemporary Contest, textes par Laura Cherubini, Assessorato alla Cultura, Como, Banfi, Como
- 52° Premio Internazionale Bice Bugatti-Giovanni Segantini, textes par Ilaria Bignotti, Matteo Galbiati, et Elisabetta Modena, Accademia Libera di Pittura Vittorio Viviani, Silvia Editrice, Nova Milanese

2010
- Il segreto dello sguardo, textes par Ilaria Bignotti, Andrea Dall’Asta S.J., Angela Madesani, et autres, Galleria San Fedele, Fondazione San Fedele, Milan
- 5. Premio Internazionale Arte Laguna, textes par Igor Zanti, Grafiche Antiga, Crocetta del Montello
- Attraverso lo specchio, sous la direction d'Elisabetta Modena, Mirandola, Castello dei Pico